# Evgen Arčon
Evgen Arčon, slovenski sadjar, * 4. februar 1908, Volčja Draga, † 29. maj 1979, Šempeter pri Gorici.
Leta 1927 je v Mariboru končal sadjarsko vinarsko šolo in se vrnil na Primorsko, kjer je v Gorici dobil delo na kmetijskem inšpektoratu. V letih 1933, 1935 in 1938 se je večkrat strokovno izpopolnjeval na raznih tečajih za vzgojo breskev in hrušk. Kot kolonist se je naselil v Bisternici v Makedoniji, kjer je s sodelavci zasadil prvi plantažni breskov nasad, vendar pa se je moral zaradi nezdravega podnebja v dolini Vardarja vrniti na Goriško, tu pa  ga je fašistična oblast leta 1942 poslala na prisilno delo. Po italijanski kapitulaciji se je vrnil domov, se pridružil narodnoosvobodilni borbi, po osvoboditvi pa je skoraj dve desetletji vodil največje plantažne nasade na Goriškem in v Brdih. Pri Šempetru je uredil poskusni nasad novih vrst breskev, hrušk in trt, ki so jih dobivali iz Amerike, Francije in Italije. Napisal je knjižico Kako gojimo breskve (COBISS)